# Pyrinia spilota
Pyrinia spilota là một loài bướm đêm trong họ Geometridae.